# Ĭ
Cette page contient des caractères spéciaux ou non latins. S’ils s’affichent mal (▯, ?, etc.), consultez la page d’aide Unicode.
À ne pas confondre avec la lettre cyrillique I décimal bref ‹ І̆, і̆ ›.
Ĭ (minuscule : ĭ), ou I bref, est une lettre latine qui était utilisée dans l’écriture du roumain avant 1904, et dans plusieurs romanisations ALA-LC dont celle de l’azéri (cyillique), du biélorusse, du bulgare, du dargwa, du lak, du lezguien, de l’oudmourte, du russe, du tchétchène, de l’ukrainien, et dans la romanisation BGN/PCGN du tigrigna. Elle est composée de la lettre I diacritée d'une brève.

## Représentations informatiques
Le I bref peut être représente avec les caractères Unicode suivants :
- précomposé (latin étendu A)[1] :

| formes    | représentations | chaînes de caractères | points de code | descriptions                    |
| --------- | --------------- | --------------------- | -------------- | ------------------------------- |
| capitale  | Ĭ               | Ĭ                     | U+012C         | lettre majuscule latine i brève |
| minuscule | ĭ               | ĭ                     | U+012D         | lettre minuscule latine i brève |

- décomposé (latin de base, diacritiques) :

| formes    | représentations | chaînes de caractères | points de code | descriptions                                |
| --------- | --------------- | --------------------- | -------------- | ------------------------------------------- |
| capitale  | Ĭ               | I◌̆                    | U+0049 U+0306  | lettre majuscule latine i diacritique brève |
| minuscule | ĭ               | i◌̆                    | U+0069 U+0306  | lettre minuscule latine i diacritique brève |